# فلسفة حديثة
الفلسفة الحديثة هي فئة من الفلسفة التي نشأت في أوروبا الغربية في القرن 17، وهي شائعة عالميًّا الآن. وهذه الفلسفة ليست عقيدة محددة أو مدرسة (وبالتالي لا ينبغي الخلط بينها وبين الحداثة)، وإن كانت هناك بعض الافتراضات المشتركة بين الكثير منها، مما يساعد على تمييزها عن الفلسفة الأولية.
وقد حُدّد القرن الـ 17 وبداية القرن الـ 20 تقريبًا كبداية ونهاية الفلسفة الحديثة. أما ما ينبغي إدراجه ضمن عصر النهضة من أيٍ من تلك الفلسفة فهذا الموضوع محل نزاع؛ وبالمثل قد تكون هذه الفلسفة انتهت أو لم تنتهِ في القرن العشرين وحل محلها ما بعد الحداثة. كيف يمكن للمرء أن يقرر أن هذه الأسئلة سوف تحدد نطاق استخدام الفرد لـ«الفلسفة الحديثة.» ومع ذلك فإن التقليد هو أن تشير إلى فلسفة عصر النهضة قبل رينيه ديكارت بأنها «الفلسفة الحديثة المبكرة» (تُترك مفتوحة سواء سيضعها ذلك داخل أو خارج الحدود) والإشارة إلى فلسفة القرن 20، أو في بعض الأحيان الفلسفة فقط منذ فيتغنشتاين، كـ«الفلسفة المعاصرة» (مرة أخرى تُترك مفتوحة سواء كانت لا تزال حديثة أو لا).

## تاريخ الفلسفة الحديثة
تنقسم الشخصيات الرئيسية تقريبًا في فلسفة العقل، نظرية المعرفة، والميتافيزيقيا خلال القرن السابع عشر والثامن عشر إلى مجموعتين رئيسيتين. تجادل "العقلانيون،" معظمهم في فرنسا وألمانيا، أن جميع المعارف يجب أن تبدأ من "الأفكار الفطرية" المحددة في العقل. العقلانيون الرئيسيون هم ديكارت وباروخ سبينوزا وغوتفريد لايبنتز ونيكولا مالبرانش. وعلى النقيض، رأى "التجريبيون أن المعرفة يجب أن تبدأ مع التجربة الحسية. الشخصيات الرئيسية في هذا المجال هم جون لوك، جورج بيركلي، وديفيد هيوم. وعادةً لا يندرج علم الأخلاق والفلسفة السياسية تحت هذه الفئات، على الرغم من أن كل هؤلاء الفلاسفة عملوا في علم الأخلاق، كل منهم وفقًا لأسلوبه المميز الخاص. تتضمن بعض الشخصيات الهامة في الفلسفة السياسية توماس هوبز وجان جاك روسو.
نص إيمانويل كانت في أواخر القرن الثامن عشر على نظام الفلسفية الرائدة التي ادعى أنها ستجلب الوحدة إلى العقلانية والتجريبية. وسواء كان محقًا أم لا، فإنه لم ينجح كليًّا في إنهاء النزاع الفلسفي. أثار كانت عاصفة من العمل الفلسفي في ألمانيا بأوائل القرن الثامن عشر، بدايةً من المثالية الألمانية (German idealism). كان موضوع سمات المثالية هو أنه يجب فهم العالم والعقل على حدٍّ سواء وفقًا للفئات نفسها؛ وقد بلغت الذروة في عمل جورج فيلهلم فريدريش هيغل، الذي قال من ضمن العديد من الأشياء أن «الحقيقي عقلاني، والعقلاني حقيقي.»
وقد نفَّذت أعمال هيغل في العديد من الاتجاهات من خلال أتباعه والنقاد. حيث اعتمد كارل ماركس كلًّا من فلسفة التاريخ لهيغل والأخلاق التجريبية السائدة في بريطانيا، محولًا أفكار هيغل إلى شكل مادي بدقة، واضعًا الأسس لتطوير علم المجتمع. رفض سورين كيركغور الفلسفة المنهجية بأكلمها (systematic philosophy) باعتبارها دليلًا غير كاف في الحياة والمعنى. بالنسبة لكيركيغور فالحياة يجب أن تُعاش، لا أن تكون لغزًا ليُحَل. أخذ آرثر شوبنهاور بالمثالية إلى استنتاج أن العالم لم يكن شيئًا سوى تفاعل عديم الجدوى وغير منتهٍ من الصور والرغبات، ودعا إلى الإلحاد والتشاؤم. أخذ نيتشه أفكار شوبنهاور وحورها، وهو الذي استولى على رفضهم المختلف للعالم ليعلن أن «الإله ميت (God is dead)» وليرفض الفلسفة المنهجية بكاملها وكل كفاح من أجل الحقيقة الثابتة المتجاوزة للفرد. وجد نيتشه في هذا أسباب لا للتشاؤم، ولكن احتمال وجود نوع جديد من الحرية.
جاءت فلسفة القرن ال 19 البريطانية على نحوٍ متزايدٍ ليسيطر عليها خيوط فكر هيغلي جديد، وكردةِ فعل تجاه هذا، بدأت شخصيات مثل برتراند راسل وجورج إدوارد مور تتحرك باتجاه الفلسفة التحليلية، التي كانت في الأساس استكمالًا للتجريبية التقليدية لاستيعاب التطورات الجديدة في منطق عالم الرياضيات الألماني جوتلوب فريجه.

### فلسفة النهضة
أكدت النهضة الإنسانية على قيمة الإنسان وعارضت الدوغماتية والمدرسية. أدى هذا الاهتمام الجديد بالأنشطة البشرية إلى تطوير العلوم السياسية مع كتاب الأمير لنيكولو ميكافيلي. اختلف الإنسانيون عن علماء العصور الوسطى أيضًا لأنهم رأوا أن العالم الطبيعي مرتب وفقًا للتعددية الرياضية، بدلًا من التفكير فيه من حيث الأهداف والغايات. لعل أفضل تفسير لفلسفة عصر النهضة افتراضين قدمهما ليوناردو دافنشي في دفاتره:
- جميع معارفنا لها أصول في تصوراتنا.
- ليس هناك يقين إذا لم يتمكن المرء من تطبيق أي من العلوم الرياضية أو أي من العلوم التي تستند إلى العلوم الرياضية.

وبالمثل، اعتمد غاليليو غاليلي على أسلوبه العلمي في التجارب، ولكنه طور أيضًا طرائق رياضية لتطبيقها على المسائل في الفيزياء. شكلت هاتان الطريقتان لتصور المعرفة الإنسانية خلفيةً لمبدأ التجريبية والعقلانية على التوالي.

#### فلاسفة النهضة
- بيكو ديلا ميراندولا.
- نيكولاس الكوزاني.
- جوردانو برونو.
- غاليلو غاليلي.
- نيكولو ميكافيلي.
- ميشيل دي مونتين.
- فرنسيسكو سواريز.

### العقلانية
تبدأ الفلسفة الحديثة تقليديًا مع رينيه ديكارت ومقولته «أنا أفكر، إذًا أنا موجود». في أوائل القرن السابع عشر، سيطرت المدرسيّة على الجزء الأكبر من الفلسفة، وكتبها اللاهوتيين واستندت على كتابات أفلاطون، وأرسطو، وكتابات الكنيسة في مراحلها المبكرة. ناقش ديكارت بأن العديد من مذاهب الميتافيزيقيا المدرسيّة السائدة بلا معنى أو خاطئة. باختصار، اعتزم أن يبدأ الفلسفة من الصفر. حاول ذلك في أهم أعماله «تأملات في الفلسفة الأولى»، في ست مقالات موجزة. حاول أن يمحي قدر الإمكان كل معتقداته، لتحديد ما إذا كان أي شيء يعرفه مؤكد. وجد أنه يستطيع أن يشكك في كل شيء تقريبًا: حقيقة الأشياء المادية، الله، ذكرياته، تاريخه، العلم، حتى الرياضيات، ولكنه لا يستطيع أن يشكك في أنه في الحقيقة متشكك. وهو يعرف ما يفكر فيه حتى وإن لم يكن صحيحًا، وهو يعرف أنه هو هناك يفكر في ذلك. من هذا الأساس يبني معرفته مرة أخرى. ويجد أن بعض الأفكار لا يمكن أن تنبع منه وحده، بل من الله وحده، مثبتًا أن الله موجود. ثم يثبت أن الله لن يسمح له بأن يُخدع بشكل منهجي حول كل شيء، فهو في جوهره يبرر الطرائق العادية للعلوم والمنطق، باعتبارها معصومة من الخطأ ولكنها ليست زائفة.

#### العقلانيون
- كرستيان فولف.
- رينيه ديكارت.
- باروخ سبينوزا.
- غوتفريد لايبنتس.

### الفلسفة التجريبية
التجريبية هي نظرية معرفة تعارض نظريات المعرفة الأخرى، مثل العقلانية والمثالية والتاريخية. تؤكد التجريبية أن المعرفة تأتي (فقط أو بشكل أساسي) من خلال التجربة الحسية وتعارض بذلك العقلانية، والتي تؤكد أن المعرفة تأتي (أيضًا) من التفكير المحض. تعد كل من التجريبية والعقلانية نظريات فردية للمعرفة، في حين أن التاريخية هي نظرية المعرفة الاجتماعية. في حين تعترف التاريخية بدور الخبرة، فإنها تختلف عن التجريبية بافتراض أنه لا يمكن فهم البيانات الحسية دون النظر في الظروف التاريخية والثقافية التي يجري فيها إبداء الملاحظات. لا ينبغي خلط التجريبية مع البحث التجريبي لأن مختلف نظريات المعرفة لابد من اعتبارها وجهات نظر متنافسة حول أفضل السبل لإجراء الدراسات، وهناك إجماع شبه عام بين الباحثين على أن الدراسات يجب أن تكون تجريبية. لذلك ينبغي أن تُفهم التجريبية اليوم على أنها واحدة من المثل العليا المتنافسة في الحصول على المعرفة أو كيفية إجراء الدراسات. نظرًا لأن التجريبية تتميز أولًا وقبل كل شيء بالمثل العليا التي تسمح لبيانات الرصد «بالتحدث عن نفسها»، بينما تتعارض وجهات النظر المتنافسة مع هذه المثل العليا. وبالتالي لا ينبغي أن يُفهم مصطلح التجريبية فقط فيما يتعلق بكيفية استخدام هذا المصطلح في تاريخ الفلسفة. ينبغي أيضًا أن يُبنى بطريقة تجعل من الممكن التمييز بين التجريبية وبين الآراء المعرفية الأخرى في العلوم المعاصرة والمنح الدراسية. وبعبارة أخرى، لابد من بناء التجريبية كمفهوم مع مفاهيم أخرى، تتيح مع بعضها التمييز الهام بين مختلف المثل العليا التي يقوم عليها العلم المعاصر.
التجريبية واحدة من العديد من وجهات النظر المتنافسة التي تهيمن على دراسة المعرفة الإنسانية، والمعروفة باسم نظرية المعرفة. تشدد النزعة التجريبية على دور الخبرة والأدلة، لا سيما الإدراك الحسي، في تكوين الأفكار، حول مفهوم الأفكار الفطرية أو التقاليد، على عكس العقلانية على سبيل المثال، التي تعتمد على العقل ويمكن أن تتضمن المعرفة الفطرية.

#### التجريبيون
- جون لوك.
- جورج بيركلي.
- ديفيد هيوم.
- فرانسيس بيكون.

### الفلسفة السياسية
الفلسفة السياسية هي دراسة موضوعات مثل السياسة، والحرية، والعدالة، والمُلكية، والحقوق، والقانون، وتنفيذ المدونة القانونية عن طريق السلطة: ما هي، لماذا (أو حتى لو) هناك حاجة إليها، وما الذي يجعل الحكومة شرعية وما هي الحقوق والحريات التي يجب أن تحميها ولماذا، وما الشكل الذي ينبغي أن تتخذه ولماذا، وما هو القانون، وما هي الواجبات التي تقع على المواطنين تجاه الحكومة الشرعية، إن وجدت، ومتى يمكن الإطاحة بها بصورة مشروعة، إذا حدث ذلك. بمعنى اللغة العامية، يشير مصطلح «الفلسفة السياسية» غالبًا إلى رأي عام، أو أخلاقيات محددة، أو معتقد أو موقف سياسي، حول السياسة التي لا تنتمي بالضرورة إلى الانضباط الفني للفلسفة.